# Radiolitoidea
Radiolitoidea je natporodica rudista.

## Taksonomija
Natporodici Radiolitoidea pripadaju sljedeće porodice:
- † Caprinulidae Janin, 1990.
- † Caprotinidae Gray, 1848.
- † Diceratidae Dall, 1895.
- † Hippuritidae Gray, 1848.
- † Monopleuridae Munier-Chalmas, 1873.
- † Plagioptychidae Douvillé, 1888.
- † Polyconitidae Mac Gillavry, 1937.
- † Polyconitidae Mac Gillavry, 1937.
- † Radiolitidae d'Orbigny, 1847.
- † Trechmannellidae Cox, 1934.